# フレッシュ・ワロンヌ2005
フレッシュ・ワロンヌ2005（La Flèche Wallonne 2005）は、フレッシュ・ワロンヌの69回目のレース。2005年4月20日に行われた。

## 結果
| 順位 | 選手名                     | 国籍           | チーム                                 | 時間          |
| ---- | -------------------------- | -------------- | -------------------------------------- | ------------- |
| 1    | ダニーロ・ディルーカ       | イタリア       | リクイガス・ビアンキ                   | 4時間44分55秒 |
| 2    | キム・キルシェン           | ルクセンブルク | ファッサ・ボルトロ                     | 同            |
| 3    | ダヴィデ・レベッリン       | イタリア       | ゲロルシュタイナー                     | 同            |
| 4    | ダビ・エチェバリア         | スペイン       | リベルティ・セグロス＝ヴュルト         | +04秒         |
| 5    | オスカル・フレイレ         | スペイン       | ラボバンク                             | 同            |
| 6    | アンヘル・ビシオソ         | スペイン       | リベルティ・セグロス＝ヴュルト         | 同            |
| 7    | パトリック・シンケヴィッツ | ドイツ         | クイックステップ                       | 同            |
| 8    | アイトール・オサ           | スペイン       | イリェス・バレアルス＝ケス・デパーニュ | 同            |
| 9    | カデル・エヴァンス         | オーストラリア | ダヴィタモン・ロット                   | +08秒         |
| 10   | ファビアン・ヴェークマン   | ドイツ         | ゲロルシュタイナー                     | 同            |